# Gesetz zur Sicherung der Einheit von Partei und Staat
Das Gesetz zur Sicherung der Einheit von Partei und Staat (RGBl. I S. 1016) war ein von der deutschen Reichsregierung am 1. Dezember 1933 beschlossenes und von Reichskanzler Adolf Hitler sowie dem Reichsminister des Innern, Wilhelm Frick, unterzeichnetes Gesetz, das die „unlösliche“ Verbundenheit von Staat und NSDAP festlegte.

## Wesentlicher Inhalt
Die NSDAP wurde als „Trägerin des deutschen Staatsgedankens“ definiert und in eine Körperschaft des öffentlichen Rechts (§ 1) mit eigener Gerichtsbarkeit über ihre Mitglieder umgewandelt.
Der Stellvertreter des Führers und der Chef des Stabes der SA wurden von Amts wegen Mitglieder der Reichsregierung (§ 2).
Die öffentlichen Behörden wurden verpflichtet, der Partei und der SA Amts- und Rechtshilfe zu leisten (§ 6).

## Vorgeschichte
Bei der letzten nach dem Recht der Weimarer Republik abgehaltenen Wahl am 5. März 1933 erhielt die NSDAP mit etwa 44 % nicht die absolute Mehrheit der Stimmen. Die Nationalsozialisten schafften es jedoch, mit den Stimmen aller anderen Parteien außer der SPD – die kommunistischen Abgeordneten waren bereits verhaftet oder nicht zugelassen – im Reichstag die nötige Zweidrittelmehrheit für die Verabschiedung des Ermächtigungsgesetzes am 23. März zu erlangen, das der Exekutive auch das Recht der Legislative zubilligte und damit Hitler unabhängig vom Reichstag und dem Notverordnungsrecht des Reichspräsidenten machte. So konnte die Regierung unter Ausschaltung des Parlaments auch Parteien verbieten (SPD, KPD) bzw. zur Selbstauflösung zwingen (DNVP, Zentrum u. a.). Die NSDAP blieb dadurch als einzige Partei übrig. 
Es bildete sich ein Einparteienstaat, der durch das Gesetz gegen die Neubildung von Parteien vom 14. Juli 1933 und das „Gesetz zur Sicherung der Einheit von Partei und Staat“ vom 1. Dezember 1933 auch rechtlich verankert wurde.

## Gültigkeit
Das Gesetz wurde am 2. Dezember 1933 im Reichsgesetzblatt Nr. 135 veröffentlicht, trat am Tag darauf in Kraft und wurde am 20. September 1945 durch das Kontrollratsgesetz Nr. 1 aufgehoben.